# Fritz Giegold
Fritz Emil Giegold (* 2. März 1903 in Leupoldsgrün; † 13. November 1978 ebenda) war ein deutscher Schachkomponist.

## Schachkomposition
1916 wurde im Hofer Anzeiger Giegolds erste Schachaufgabe veröffentlicht. 1926 und 1948 war er Bayerischer Problemmeister. Wenig später wurde ihm im Oberfränkischen Problemturnier in Selb der erste und dritte Preis zuerkannt. 1931 konnte er im Oberfränkischen Problemturnier in Michelau sogar vier von sechs ausgesetzten Preisen erringen. Ihm wurde die Ehrennadel des Oberfränkischen Schachverbandes verliehen. Von 1948 bis zu seinem Ableben war er verantwortlich für die Schachecke der Frankenpost. 1949 wurde er Bayerischer Problemmeister. Insgesamt verfasste er etwa 850 Schachaufgaben, die oftmals auch in Tageszeitungen erschienen.
Im Internierungslager Hammelburg, wo er „Lagerschachmeister“ war, inszenierte Giegold im Jahr 1947 Löseturniere, die Anklang fanden.
Da seine Aufgaben meist optisch ansprechend und rätselhaft waren, trug Giegold viel zur Popularisierung der Schachkomposition bei und erhielt den Spitznamen „Rätselonkel“. Auch bei den Lösern waren seine Aufgaben dadurch beliebt. Ado Kraemer charakterisierte Giegold 1960 als „Problemkomponisten, der das Moment des Rätsels im Schachproblem zur Zeit am stärksten und geistreichsten interpretiert.“
|   | a | b | c | d | e | f | g | h |   |
| 8 |   |   |   |   |   |   |   |   | 8 |
| 7 |   |   |   |   |   |   |   |   | 7 |
| 6 |   |   |   |   |   |   |   |   | 6 |
| 5 |   |   |   |   |   |   |   |   | 5 |
| 4 |   |   |   |   |   |   |   |   | 4 |
| 3 |   |   |   |   |   |   |   |   | 3 |
| 2 |   |   |   |   |   |   |   |   | 2 |
| 1 |   |   |   |   |   |   |   |   | 1 |
|   | a | b | c | d | e | f | g | h |   |

Lösung:

Zunächst muss man dem schwarzen König ein Feld zur Verfügung stellen, damit kein Patt eintritt. Alles basiert auf Zugzwang.

1. La5–e1 Kc6–b6

2. Le1–f2 Kb6–a7 oder Kb6–c6

3. Se3–c4 d5xc4

4. d4–d5 matt

2. … Kb6–a5

3. Kc8–b7 Ka5–b4

4. Lf2–e1 matt

Das überraschende Läufermanöver der ersten beiden Züge nennt man in der Schachkomposition Hinterstellung.
Allerdings wurde die gesamte Idee bereits 1893 durch Alexander Galizki vorweggenommen.

## Schachspieler
Giegold spielte auch recht passabel Turnierschach. Mit 18 Jahren wurde er Mitglied im Schachklub Hof 1892, dessen Ehrenmitglied er später wurde. 1925 wurde er Oberfränkischer Schachmeister, in den folgenden Jahren mehrfach Stadtmeister von Hof. Gelegentlich verlor er eine Partie, weil er in Gewinnstellung die pragmatische Fortsetzung vermied und stattdessen einen „schönen“ Gewinnzug suchte. Nach dem Zweiten Weltkrieg verlegte er seinen Schwerpunkt auf die Schachkomposition.

## Privates
Giegold arbeitete als gelernter Bankkaufmann, bevor er 1934 in die Textilbranche wechselte, in der er bis zur Pensionierung 1968 als Buchhalter tätig war.
Als ein guter Sportschütze erhielt Giegold die goldene Ehrennadel des Schützenvereins Frohsinn in Leupoldsgrün. Er war auch als Pilzkenner bekannt, der entsprechende Fachliteratur studierte.
Giegold blieb Junggeselle.